# Тайпингу
Тайпингу (кит. 太平鼓, пиньинь tài píng gǔ) — танцевальная разновидность с ручным барабаном; она также известна как Дангу (кит. 单鼓, пиньинь dān gǔ) и «Барабаны Великого Мира». Она популярна в Северном Китае и обычно исполняется маньчжурской этнической группой для священников-шаманистов. Шли годы, и это стало для людей способом выражать радость и счастье.
Тайпингу возник во времена династии Тан и процветал во времена династии Цин с более чем 2000-летней историей. Есть два широко известных вида тайпингу, один из которых исполняется в западной части Пекина, а другой изобретён в Ланьчжоу, Китай.

## Классификация
Цзинси Тайпингу (кит. 京西太平鼓, пиньинь jīng xī tài píng gǔ) представляет собой народный танец для развлечения. Имея широкую массовую базу и глубокие исторические корни, он играет важную роль в народной деятельности. Тайпингу был популярен в Западном Пекине со времён династии Мин, и он стал очень популярным в начале династии Цин. Во времена поздней династии Цин тайпингу был распространён в районе Мыньтоугоу. Исторически почти каждый из многих деревень в районе Мыньтоугоу мог играть на тайпингу. Тайпингу играли в императорском дворце в канун китайского Нового года, поэтому в Пекине его также называли «иньнянгу (звучали барабаны, приветствующие китайский Новый год)». Самое время играть на тайпингу — двенадцатый и первый месяц лунного года. Он привлекателен и популярен в местных календарных народных обычаях, и люди играют в него, чтобы выразить свои наилучшие пожелания мира и процветания. Игра на тайпингу может не только усилить праздничную атмосферу, но и отразить праздничные обычаи пекинского района традиционным способом. Исполнение тайпингу является символом культурной самобытности местных жителей.
Ланьчжоу Тайпингу (кит. 兰州太平鼓, пиньинь lán zhōu tài píng gǔ) в провинции Ганьсу уже давно известен во всем мире как «корона танцев с барабанами» с более чем 600-летней историей. Он популярен в китайских городах, таких как Ланьчжоу, Юндэн, Цзюцюань, Чжанъе, Цзинъюань и др. Тайпингу Ланьчжоу имеет цилиндрическую форму с корпусом барабана высотой 70–75 см, пластик 45–50 см в диаметре и вес барабана 19–22 кг. Его верхняя и нижняя поверхности обтянуты воловьей кожей, расписанной узорами в виде двух драконов, играющих жемчужиной. Его ремешок достаточно длинный, чтобы свисать с плеч, облегчая перкуссию и помогая барабанщику бросать его в любом направлении.